# HD 172051
HD 172051 is een gele dwerg met een spectraalklasse van G6.V. De ster bevindt zich 42,50 lichtjaar van de zon.